# 농축물
농축물(濃縮物, Concentrate)은 화학 물질에서 용매 등을 제거하여 주요 고체 성분의 농도를 높인 물질이며, 일반적으로 주스 등의 용액이나 현탁액에서 액체를 제거한 것이다. 액체 형태는 농축액(濃縮液)이나 진액(津液)이라고도 하며, 추출물을 뜻하는 영어 낱말 엑스트랙트(extract)의 일본어식 표현인 엑기스(←일본어: エキス)라고도 부른다. 농축물을 얻는 과정을 농축(濃縮)이라고 한다. 농축물은 생산하는 과정에서 무게와 용량이 감소하여 수송에 유리하다는 이점이 있으며, 농축물에 용매를 추가하여 원래대로 환원시킬 수 있다.

## 같이 보기
- 정광 (광업)

## 참고 문헌
- Martha Filipic (2002년 6월 2일). “Chow Line: 'Concentrated' juice just as healthful”. 오하이오 주립 대학교 연구소. 2006년 9월 1일에 원본 문서에서 보존된 문서. 2009년 9월 23일에 확인함.